# Conde de Sarmento
Conde de Sarmento é um título nobiliárquico criado por D. Luís I de Portugal, por Decreto de 30 de Setembro de 1862, em favor de João Ferreira Sarmento Pimentel de Morais, antes 1.° Barão de Sarmento e 1.° Visconde de Sarmento.
Titulares
1. João Ferreira Sarmento Pimentel de Morais, 1.° Barão, 1.° Visconde e 1.° Conde de Sarmento.